# Kettering (Ohio)
Kettering – miasto w Stanach Zjednoczonych, w zachodniej części staniu Ohio. W 2000 roku miasto zamieszkiwało 57 984 mieszkańców. Założone w 1798 roku. Siedzibę tu ma m.in. biuro General Electric.

## Miasta partnerskie
- Kettering
- Steyr